# Leptodesmus nudipes
Leptodesmus nudipes är en mångfotingart som beskrevs av Henri W. Brölemann 1898. Leptodesmus nudipes ingår i släktet Leptodesmus och familjen Chelodesmidae. Inga underarter finns listade i Catalogue of Life.